# 國定忠治
國定忠治（日语：／ Kunisada Chūji，1810年—1851年1月22日）是日本江戶時代後期的俠客，或作忠次。「國定」的由來是出生地上野國（上州）佐位郡國定村，本名是長岡忠次郎。
忠治之後成為博徒，在上州、信州一帶活動，實質支配「盗區」一帶。其事跡被改編為天保大飢饉時救濟農民的俠客，成為講談、電影、新國劇等演劇的題材。

## 生涯

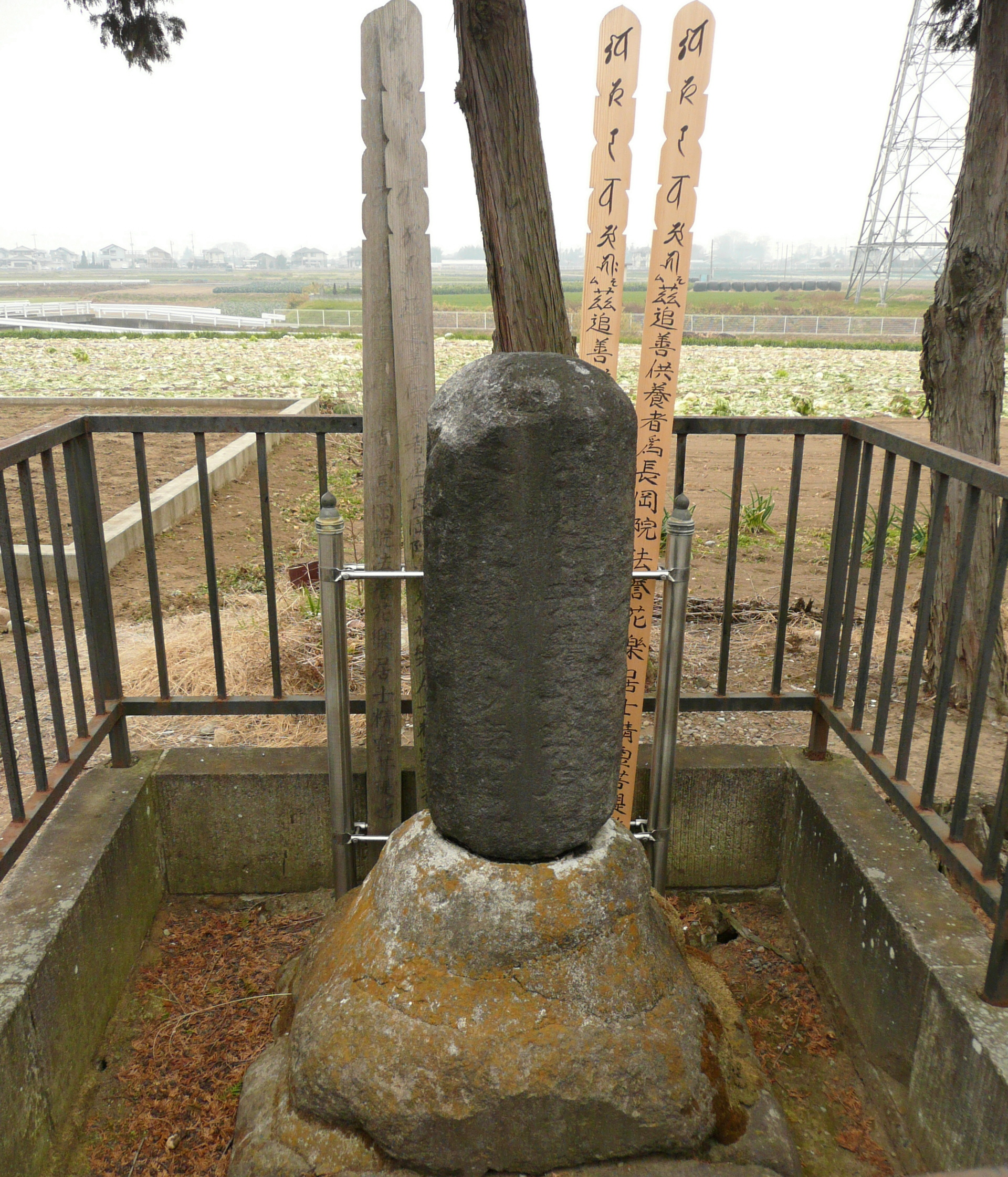
養壽寺的墓（群馬縣伊勢崎市國定町）

國定忠治是上野國佐位郡國定村（現在的群馬縣伊勢崎市國定町）的豪農之家出身。青年期因為殺人投靠上州勢多郡大前田村（群馬縣前橋市）的博徒大前田英五郎，後繼承其地盤。天保5年（1834年），忠治殺害以日光例幣使街道間宿境町為據點的博徒島村伊三郎，奪取其地盤，一時退至關東取締出役管轄外的信州，回到上州後形成一家。
天保飢饉之際，賑救盗區的村落，但是，天保9年（1838年），世良田的賭場受到關東取締出役的捕手襲撃後逃亡，勢力受到打撃。天保13年，因為殺害道案內，關東取締出役警戒強化，忠治突破信州街道的大戶（群馬縣吾妻郡東吾妻町）的關所，逃到會津，但是，失去手下數人。
弘化3年（1846年），忠治返回上州，但是，罹患中風。嘉永2年（1848年），由境川安五郎繼承一家。嘉永3年（1850年），在田部井村名主家被關東取締出役逮捕，一家的主要手下也一同被捕。之後移送江戶的勘定奉行池田賴方的役宅接受調查，關在小傳馬町的牢屋敷。後以博奕・殺人・殺人教唆等罪名和最重罪的關所破（碓氷關所（群馬縣安中市）)移送上野國吾妻郡大戶村大戶關所（群馬縣吾妻郡東吾妻町大戶），在當地被處以磔刑。享年41。

## 電影
（戰前）
- 『忠次旅日記』（1927年、日活大將軍撮影所）、伊藤大輔監督、大河內傳次郎主演。
- 『國定忠治』（1933年、千惠藏プロ）、稻垣浩監督、片岡千惠藏主演。子母澤寛的新聞小說的電影化。
- 『浅太郎赤城の唄』（1934年、松竹キネマ）、秋山耕作監督、高田浩吉主演。東海林太郎的主題歌『赤城之子守唄』大流行。
- 『國定忠治 信州子守唄』（1936年、マキノトーキー製作所）、牧野正博監督、月形龍之介主演。
- 『忠治血笑記』（1936年、マキノトーキー製作所）、久保為義・牧野正博共同監督、葉山純之輔主演。
- 『忠治活殺剱』（1936年、マキノトーキー製作所）、久保為義・牧野正博共同監督、清水英太朗主演。

（戰後作品）
- 『國定忠治』（1946年、大映）- 松田定次監督、阪東妻三郎主演。
- 『國定忠治』（1954年、日活）- 瀧澤英輔監督、辰巳柳太郎主演。
- 『赤城の血煙　國定忠治』（1957年、松竹）- 子母澤寛原作、福田晴一監督、高田浩吉主演。
- 『國定忠治』（1958年、東映）- 行友李風原作、松田定次監督、片岡千惠藏主演。
- 『國定忠治』（1960年、東寶）- 谷口千吉監督、新藤兼人脚本、三船敏郎主演。
- 『浪曲國定忠治 赤城の子守唄 血煙り信州路』（1960年、第二東映）- 冬島泰三監督、若杉惠之介主演。

## 歌
- 八木節
- 東海林太郎-『赤城の子守唄』（1934年）、『忠治子守唄』（1938年）、『名月赤城山』（1939年）、『さらば赤城よ』（1947年）

## 關連項目
- 赤城山 (日本)
- 清水次郎長
- 行友李風

## 外部連結
- 伊勢崎忠治だんべ会（页面存档备份，存于）
- 俠客國定忠次一代記